# Anemone assisbrasiliana
Anemone assisbrasiliana är en ranunkelväxtart som beskrevs av João Geraldo Kuhlmann och C. Porto. Anemone assisbrasiliana ingår i släktet sippor, och familjen ranunkelväxter. Inga underarter finns listade i Catalogue of Life.